# カラボソ

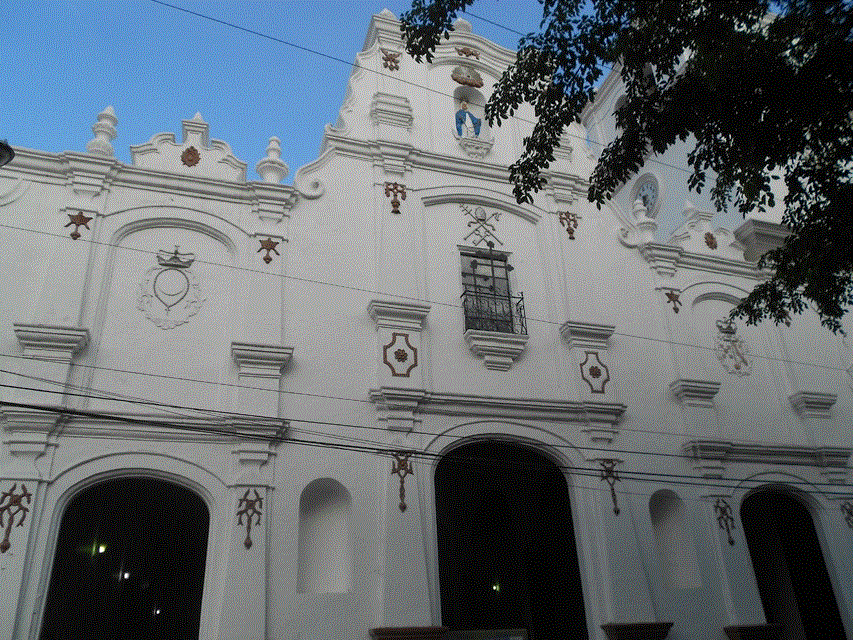
大聖堂

ビジャ・デ・トドス・ロス・サントス・デ・カラボソ (スペイン語: Villa de Todos los Santos de Calabozo) は、ベネズエラ内陸部の町で、植民地時代には当時のカラカス州の州都が置かれ、その後は、ミランダ州に属した時期を経て、グアリコ州の州都が置かれていた時期もあった。カトリック・カラボソ大司教区の司教座が置かれている。

## 地理
カラボソは、グアリコ川左岸の広大な平野の中に位置しており、標高は325フィート (99 m) と低く、カラカスから南南西に123マイル (198 km) 離れている。町の標高は、近傍の河川の会合部より標高がわずかに高いだけであり、雨季には雨季にはしばしば洪水が起こる。真夏の平均気温は27～28℃と涼しい。
近傍には、温泉が湧いている場所が複数ある。住民の主要な職業は、牧畜業である。市街地は整っており、直交する格子状の街路が配置され、美しい古い教会が何堂もあり、大学と公立学校もある。豊かな牧畜地帯の中央に位置する立地条件から、この町には一定の商業的な重要性が生じている。

## 歴史
元々この場所には、先住民の町があったと考えられており、1730年にはカラカス・ギプスコア会社の交易所のひとつが設けられた。しかし、多くのベネズエラの都市がそうであったように、19世紀の間、カラボソはほとんど人口が増えなかった。1820年、シモン・ボリバルとホセ・アントニオ・パエス率いる革命軍が、フランシスコ・トマス・モラレス率いるスペイン軍をカラボソで破った。